# Raduj se a vesel
Raduj se a vesel nebo také Raduj se a vesel, všechno stvoření je česká lidová velikonoční píseň. Poprvé byla otištěna v Českém kancionále z roku 1921, pro který ji zaznamenal učitel František Havlín z Hlavatců u Tábora. V jednotném kancionále, v němž má upravený text, je označena číslem 404. Má pět slok, z nichž tři byly zařazeny také do Mešních zpěvů, a při mši ji lze zpívat při vstupu, před evangeliem a při obětním průvodu. Jiný nápěv k této písni složil Bohuslav Korejs.